# Vèrtex (revista)
Vèrtex és una revista editada per la Federació d'Entitats Excursionistes de Catalunya (FEEC). Tracta sobre el món de l'excursionisme a Catalunya i de la muntanya en general. La reflexió a més de la mera informació ocupa un espai important de la revista.
Conté informació sobre expedicions i descoberta de vies, notícies federatives i d'excursionisme científic, temes de tècnica i seguretat, medi ambient, refugis i notícies de personatges històrics. A més de l'edició normal, edita cada any un número especial més monogràfic dedicat a una zona, massis o conjunt.
La revista va ser fundada l'any 1966 per Francesc Martínez Massó, president de la llavors anomenada Federación Catalana de Montañismo. Es va començar a publicar en castellà i va anar introduint alguna pàgina en català fins que l'any 1970 va esdevenir la primera revista d'una federació esportiva escrita totalment en català durant l'etapa final del franquisme. L'editorial del primer número de 1970 va obrir amb aquestes paraules: «Ara de nou, s'ha manifestat aquest sentiment de tradicional fidelitat de l'excursionisme a la llengua del poble. […] sense rebutjar però la col·laboració que es rebés en llengua castellana, la qual acolliriem amb la mateixa simpatia i agraïment» La proposició havia sigut aprovada amb unanimitat per l'assemblea, el 5 d'octubre del 1969.
Els diferents directors han estat, cronològicament, Lluís Dupré, Carles Albesa, Alexandre Marcet, Jaume Ramon, Xavier Cullell, Enric Faura, Jaume Ferrández i Francesc Vila. Quim P. Casadesús la dirigeix actualment. La revista ha comptat des de sempre amb una estructura i un equip de redacció reduïts, però amb un ampli ventall de col·laboradors provinents del col·lectiu excursionista. L'any 1997 Vèrtex va viure una renovació a fons de disseny i de continguts i s'hi van incorporar alguns col·laboradors de la desapareguda revista d'esports de muntanya Extrem, editada també a Barcelona. El 2014 va tornar a estrenar un nou format.
Mirant enrere, el primer número de Vèrtex, publicat el primer trimestre de l'any 1966, constava de 26 pàgines en blanc i negre i de periodicitat trimestral. Avui, sobrepassats els dos-cents cinquanta números i quasi cinquanta anys d'història, la revista té 84 planes en color, una periodicitat bimestral i un tiratge d'uns 21.000 exemplars. La majoria d'aquests es distribueixen directament als membres federats de les entitats excursionistes catalanes.
Des del 2000 convoca el premi Vèrtex, conjuntament amb Cossetània Edicions, a la millor guia d'itineraris de muntanya. Durant la 12a «Nit de les Revistes» el 2011 l'Associació de Publicacions Periòdiques en Català (APPEC) va nomenar la FEEC «la millor editorial» per la seva capacitat d'impulsar Vèrtex. El 2013 va rebre el premi a la millor portada, al marc dels premis de l'APPEC.